# Peperomia drapeta
Peperomia drapeta är en pepparväxtart som beskrevs av William Trelease. Peperomia drapeta ingår i släktet peperomior, och familjen pepparväxter. Inga underarter finns listade i Catalogue of Life.